# Santos-o-Velho
Santos-o-Velho era una freguesia portuguesa del municipio de Lisboa, distrito de Lisboa.

## Historia
Fue suprimida el 8 de noviembre de 2012, en aplicación de una resolución de la Asamblea de la República portuguesa al unirse con las freguesias de Lapa y Prazeres, formando la nueva freguesia de Estrela.

## Patrimonio
- Chafariz da Esperança
- Museo Nacional de Arte Antiguo
- Convento de las Trinas do Mocambo
- Abadía de Nuestra Señora de Nazaré de Mocambo
- Cinema Cinearte o Compañía de Teatro A Barraca